# 艾文霍 (伊利諾伊州)
艾文霍（英語：Ivanhoe）是位於美國伊利諾伊州萊克縣的一個非建制地區。該地的面積和人口皆未知。

## 地理
艾文霍的座標為42°16′44″N 88°02′31″W / 42.27889°N 88.04194°W，而該地的平均海拔高度為258米（即846英尺）。